# Nicky Hayden

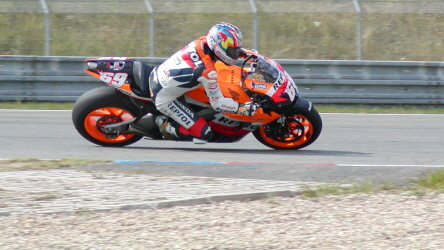
Hayden 2006 auf Honda

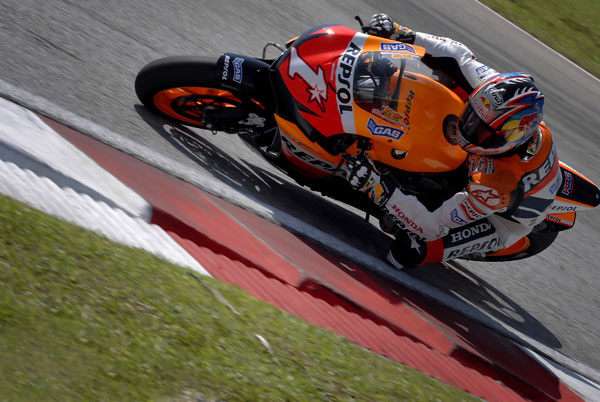
Hayden 2007 auf Honda

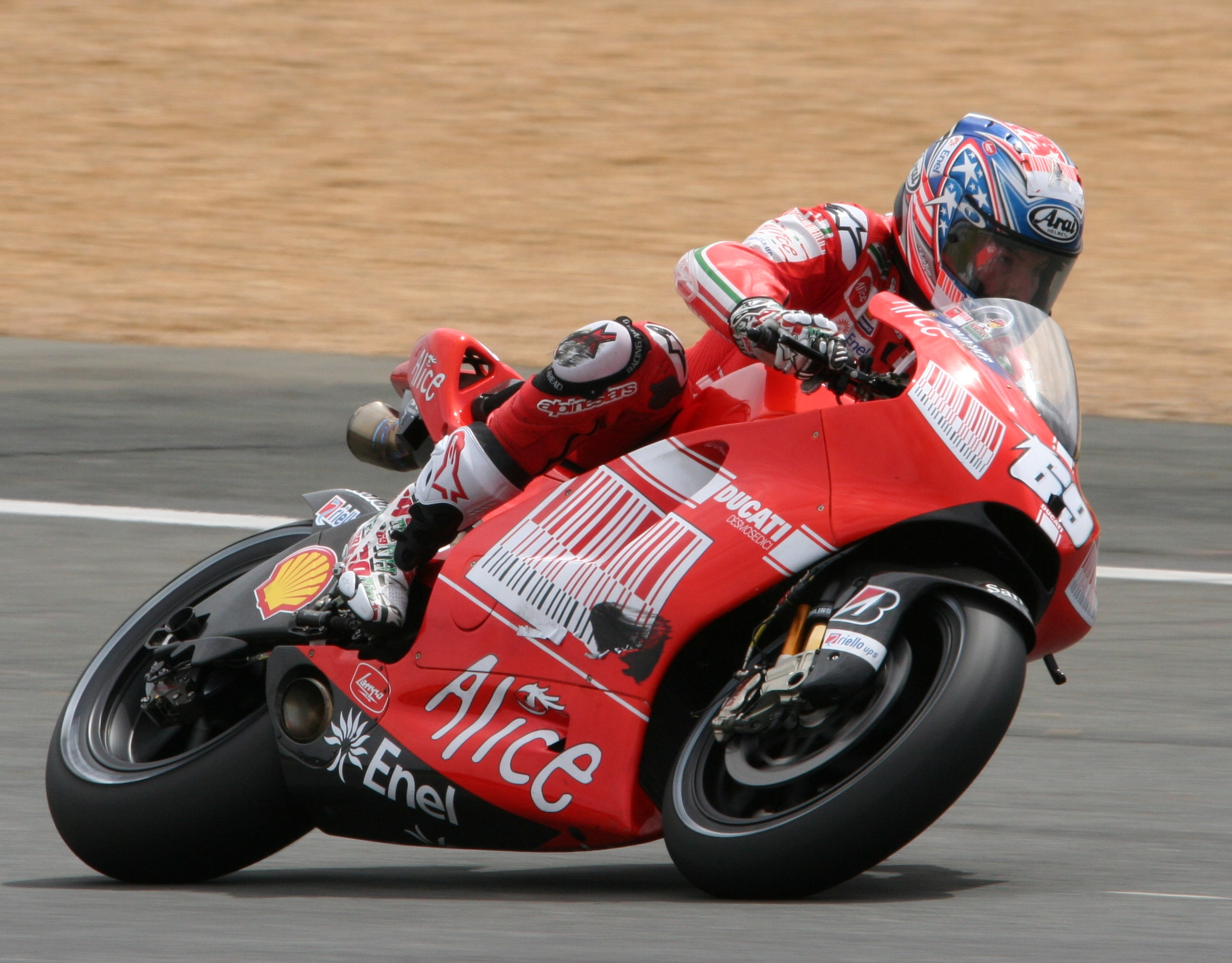
Hayden 2009 auf Ducati

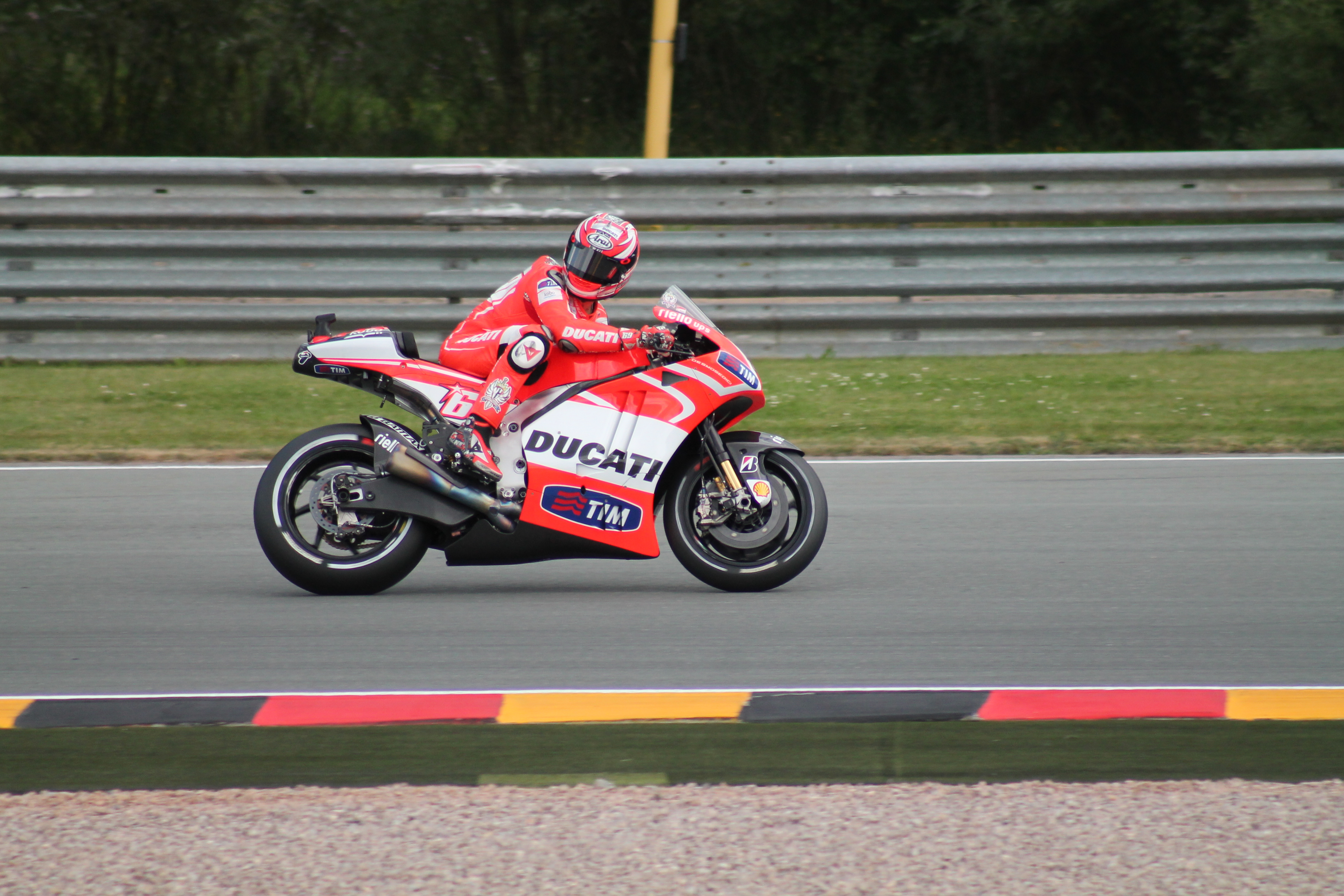
Hayden 2013 auf Ducati

Nicholas Patrick „Nicky“ Hayden (* 30. Juli 1981 in Owensboro, Kentucky; † 22. Mai 2017 in Cesena, Italien) war ein US-amerikanischer Motorradrennfahrer und Weltmeister in der MotoGP-Klasse.

## Karriere

### Anfänge
In seiner Jugend fuhr Nicky Hayden bereits gegen doppelt so alte Konkurrenten in der Central Motorcycle Roadracing Association (CMRA). Dabei startete er jeweils vom Ende des Starterfeldes mit Hilfe eines Familien- oder Teammitgliedes, welches sein Motorrad aufrecht hielt, da er auf Grund seines geringen Alters zu klein war, um mit den Füßen den Boden zu erreichen.
Im Jahr 2002 gewann er auf Honda die US-amerikanische Superbike-Meisterschaft sowie das Daytona 200.

### MotoGP-Klasse
In seinem ersten MotoGP-Jahr 2003 wurde Hayden an der Seite des amtierenden Weltmeisters Valentino Rossi im Honda-Werksteam Repsol Honda Fünfter in der Gesamtwertung und zum Rookie of the Year gewählt. Er konnte sich nach anfänglichen Umstellungsproblemen stetig steigern und schaffte gleich in der ersten Saison seine ersten Podiumsplatzierungen.
In der Saison 2004 wurde Hayden Gesamt-Achter. Nach dem Weggang Rossis bekam er mit dem Brasilianer Alex Barros einen neuen Teamkollegen im Repsol-Honda-Team. Nach guten Ergebnissen bei den Wintertests ging er mit hohen Ambitionen in seine zweite Saison. Jedoch entwickelte sich die Saison anders als erhofft. Zu inkonstant waren seine Leistungen.
2005 wurde Nicky Hayden Dritter der MotoGP-WM. Auch zu seiner dritten Saison bekam er mit Max Biaggi einen neuen Teamkollegen. Nach der mäßigen 2004er Saison stand er gehörig unter Druck, obwohl er einen neuen Zweijahresvertrag von Honda erhielt. Nach passablen Leistungen bei den Wintertests begann die Saison eher mäßig, obwohl er stetig konstanter wurde. Seinen ersten MotoGP-Sieg errang er dann schließlich am 10. Juli 2005 bei seinem Heim-Grand-Prix auf dem Laguna Seca Raceway. Anschließend folgten seine erste Pole-Position und weitere Podiumsplatzierungen, die ihm schließlich Rang drei in der Gesamtwertung sicherten. Dabei schlug er seinen als Mitfavorit in die WM gestarteten Teamkollege Max Biaggi klar.
Zur Saison 2006 bekam Nicky Hayden abermals einen neuen Teamkollegen, den amtierenden 250er-Weltmeister Dani Pedrosa, der als größtes spanisches Talent galt. Hayden war von Anfang immer vorn mit dabei, holte Podiumsplätze in Serie und gewann mit der Dutch TT in Assen und Laguna Seca zwéi Rennen in jener Saison. In der zweiten Saisonhälfte lief es nicht mehr so gut und er büßte Stück für Stück seinen Vorsprung auf Valentino Rossi ein. Tiefpunkt war das vorletzte Saisonrennen, der Grand Prix von Portugal in Estoril, als Hayden von Teamkollege Pedrosa abgeschossen wurde und die WM Führung an Rossi verlor. Beim letzten Rennen, dem Großen Preis von Valencia, holte Nicky Hayden nach einem Sturz von Rossi mit Rang drei schließlich doch noch seinen ersten WM-Titel in der MotoGP Klasse mit 252 Punkten.
In der Saison 2007 wurde die MotoGP-Klasse mit der Neueinführung der 800-cm³-Motoren komplett umgekrempelt. Für Hayden wurde es eine schwierige Saison mit wenigen Podiumsplätzen und keinem Sieg. Die lag unter anderem daran, dass seine Honda RC212V der Ducati Desmosedici GP7 und auch zeitweise der Yamaha YZR-M1 unterlegen war. Außerdem war die Honda klar auf den viel kleineren und leichteren Teamkollegen Pedrosa zugeschnitten, was es Hayden nicht leichter machte. Letztlich beendete er die Saison nach nur drei Podestplätzen auf Rang acht.
Auch zur Saison 2008 wurde es für Hayden nicht einfacher, da die 2008er Honda wiederum für den deutlich kleineren Pedrosa gebaut worden war. Nach nur zwei Podestplätzen und einer kurzen verletzungsbedingten Pause wurde er WM-Sechster. Schon früh zeichnete sich ab, dass Hayden sich nicht weiter in den Schatten von Pedrosa stellen würde, und er unterzeichnete schließlich für die Saison 2009 einen Vertrag bei Ducati an der Seite des Weltmeisters von 2007, Casey Stoner aus Australien.
Hayden hatte 2009 von Anfang an Probleme mit der schwer zu kontrollierenden Ducati, mit der bis dahin nur Stoner zurechtkam. Auch er tat sich anfangs sehr schwer und kam erst bei seinem Heim-Grand-Prix in Indianapolis zu seinem ersten Podestplatz für Ducati. Im letzten Saisondrittel punktete er konstant, was dennoch letztendlich nur Rang 13 bedeutete, seine schlechteste Endplatzierung überhaupt.
Im Vorfeld der Saison 2010 zeigte Hayden bei den Wintertests deutlich bessere Vorstellungen als im Jahr zuvor. Er begann die Saison mit drei vierten Plätzen in den ersten vier Rennen. Auch im weiteren Saisonverlauf konnte er sich weiter konstant unter den besten Sieben platzieren, wobei jedoch nur ein Podestplatz, aber am Ende des Jahres immerhin der siebente WM-Rang dabei herauskam.
Für die Saison 2011 bekam er mit Valentino Rossi bei Ducati einen neuen „alten“ Teamkollegen. Die Wintertests verliefen sehr durchwachsen, was sich dann auch beim ersten Rennen bestätigte. Beim zweiten Rennen fuhr Hayden den ersten und einzigen Podiumsplatz 2011 ein. Er beendete die Saison auf dem achten Gesamtrang.
In der Saison 2012 ging er erneut an der Seite von Valentino Rossi an den Start. Ohne einen Podestplatz beendete er die Saison auf Platz neun.
Auch in der Saison 2013 startete er für das Werksteam von Ducati. Andrea Dovizioso ersetzte Valentino Rossi als seinen neuen Teamkollegen. Die Saison beendete er ein weiteres Mal ohne Podestplatz auf dem 9. Rang in der Gesamtwertung.
In die Saison 2014 startete Nicky Hayden nach fünf Jahren bei Ducati im Aspar Racing Team. Dort fuhr er eine Honda RCV1000R im neu gegründeten Open-Format. Sein Teamkollege war Hiroshi Aoyama.
Seinen 200. Renneinsatz in der WM feierte Hayden beim Grand Prix of The Americas in der Saison 2015. Im Rahmen des Großen Preises von Valencia, dem letzten Rennen der Saison, wurde Hayden in die MotoGP Hall of Fame aufgenommen.
Zu weiteren Einsätzen in der Motorrad-WM kam Nicky Hayden 2016 beim Großen Preis von Aragonien und beim Großen Preis von Australien. Er ersetzte im Team Estrella Galicia 0,0 Marc VDS den verletzen Australier Jack Miller und im Honda-Werksteam Dani Pedrosa. Beide Male auf einer Honda RC213V.

### Superbike-Weltmeisterschaft

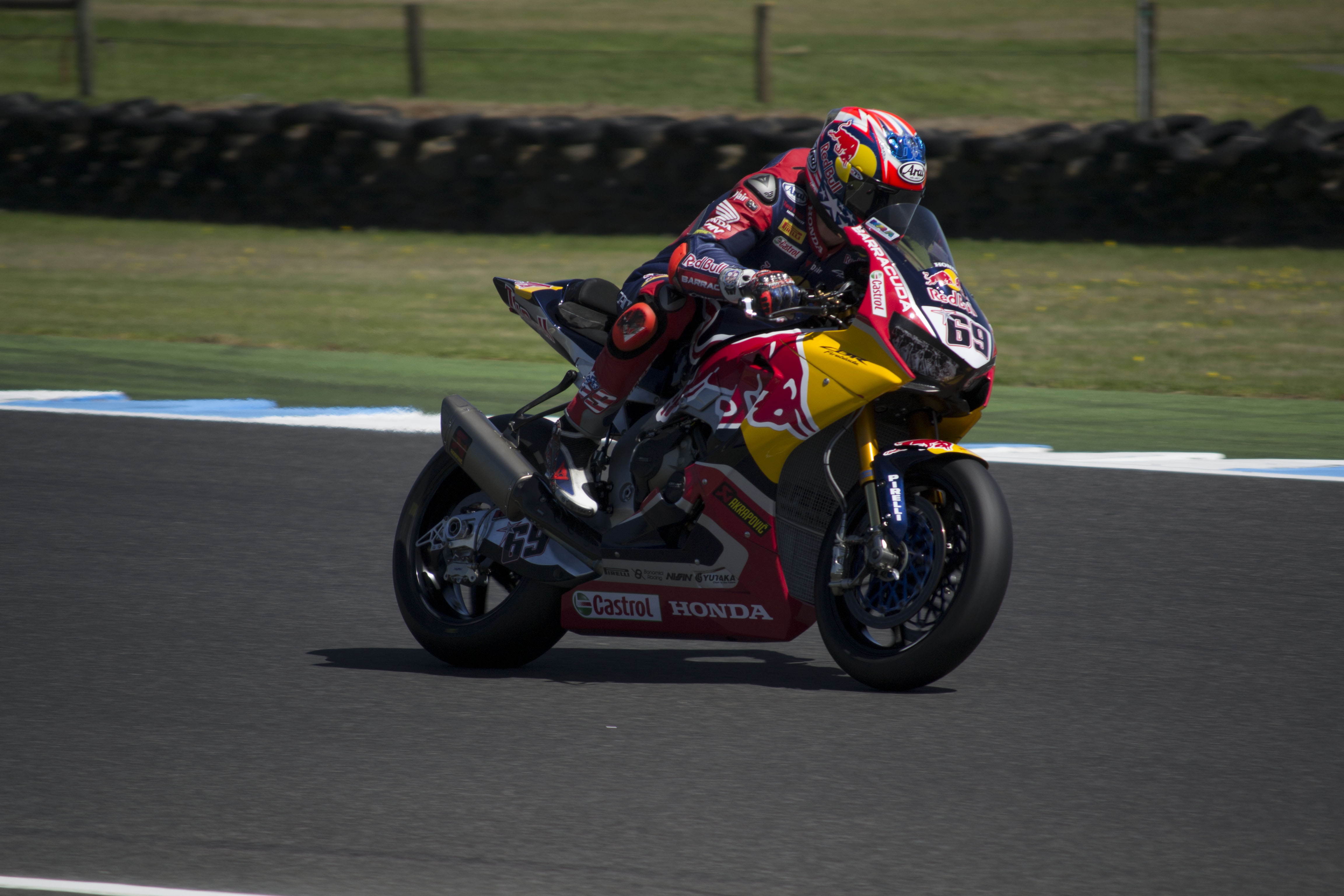
Nicky Hayden 2017

Nachdem Hayden schon in der Saison 2002 die beiden Läufe in den USA in Laguna Seca bestritt, wechselte er auf die Saison 2016 hin definitiv in die FIM-Superbike-Weltmeisterschaft. In seiner ersten vollen Saison, die er auf dem fünften Gesamtrang beendete, fuhr Hayden eine Honda CBR 1000 SP im Honda-Werksteam. Sein Teamkollege war der niederländische Supersport-Weltmeister des Jahres 2014, Michael van der Mark. Beim verregneten zweiten Lauf im malaiischen Sepang konnte Nicky Hayden seinen einzigen Sieg in dieser Rennserie einfahren.
Für die Saison 2017 wurde Stefan Bradl sein neuer Teamkollege.

### Tödlicher Radunfall
Am 17. Mai 2017 wurde Nicky Hayden in Rimini beim Training mit dem Fahrrad in einen Unfall mit einem Pkw verwickelt. Er erlitt dabei ein Schädel-Hirn-Trauma und diverse Knochenbrüche. Zunächst wurde er in ein örtliches Krankenhaus transportiert. Noch am selben Tag wurde er nach Cesena in das Ospedale Maurizio Bufalini verlegt. Am 22. Mai 2017 erlag er dort seinen Verletzungen.
Hayden wurde 35 Jahre alt. Er liegt auf dem Pleasant Grove Baptist Church Cemetery in Sorgho, Kentucky begraben.

## Renngeschichte

### MotoGP
- Teams: Repsol-Honda, Honda Racing Corporation (HRC), Ducati Marlboro Team, Aspar Racing Team
- Motorräder: Honda RC211V, Honda RC212V, Ducati Desmosedici GP9, GP10, GP11, GP12 & GP13, Honda RCV1000R, Honda RC213V-RS
- Erstes MotoGP-Rennen: 6. April 2003, Suzuka, 7. Platz
- Letztes MotoGP-Rennen: 23. Oktober 2016, Phillip Island, 17. Platz
- Erster MotoGP-Sieg: 10. Juli 2005, Laguna Seca
- Erstes MotoGP-Podium: 5. Oktober 2003, Motegi, 3. Platz
- Höchste WM-Platzierung: Weltmeister (2006)
- Aufnahme in die MotoGP Hall of Fame

### AMA Superbike
- Teams: American Honda, Honda Racing Corporation (HRC)
- Motorräder: Honda RC51, Honda VFR750 (RC45)
- Erstes Superbike-Rennen: 18. April 1999, Willow Springs International Raceway, 12. Platz
- Erster Superbike-Sieg: 11. Juni 2000, Road America
- Erstes Superbike-Podium: 19. September 1999, Pikes Peak, 3. Platz
- Anzahl der Superbike-Siege: 17
- Anzahl der Superbike-Podien: 13 (ohne Siege)
- Höchste AMA-Superbike-Platzierung: Erster (2002)

### AMA Supersport
- Teams: American Honda, Erion Honda, HyperCycle Suzuki
- Motorräder: Honda CBR 600 F3, Suzuki GSX-R600
- Erster Supersport-Sieg: 26. April 1998, Willow Springs International Raceway
- Anzahl der Supersport-Siege: 6
- Höchste AMA-Supersport-Platzierung: Erster (1999)

### AMA Superstock
- Team: HyperCycle Suzuki
- Motorräder: Suzuki GSX-R 750
- Erster Supersport-Sieg: 19. April 1998, Laguna Seca
- Anzahl der Supersport-Siege: 5
- Höchste AMA-Superstock-Platzierung: Vierter (1998)

### AMA Formula Extreme
- Team: Erion Honda
- Motorrad: Honda CBR 900 RR
- Erster Formula Extreme Sieg: 17. April 1998, Willow Springs International Raceway
- Anzahl der Formula-Extreme-Siege: 7
- Höchste AMA-Formula-Extreme-Platzierung: Zweiter (1999)

## Trivia
- Hayden war 1,73 m groß, seine Spitznamen waren „Kentucky Kid“ und „Trick Daddy“.
- Seine beiden Brüder Tommy und Roger Lee sind Profi-Rennfahrer in der AMA; zudem hatte er zwei Schwestern namens Jenny und Kathleen.
- Hayden nannte Bubba Shobert, Will Davis und Lance Armstrong als seine größten Idole.
- Seine Startnummer 69 benutzte bereits sein Vater, der darüber scherzte, er habe die Nummer deswegen gewählt, weil sie auch auf dem Kopf stehend gelesen werden kann, also sogar dann, wenn sich das Motorrad überschlägt. Im Jahr 2019 wurde verkündet, dass die Startnummer 69 in der MotoGP nicht mehr vergeben wird.[10]
- Im September 2021 wurde er in die MotoGP Hall of Fame aufgenommen.[11]
- Hayden war seit dem 17. Mai 2016 mit Jackie Marin verlobt.[12]

## Statistik

### Erfolge
- 2003 – MotoGP-Rookie of the Year auf Honda
- 2006 – MotoGP-Weltmeister auf Honda
- 3 Grand-Prix-Siege

### Ehrungen
- Aufnahme in die MotoGP Hall of Fame
- Aufnahme in die Motorcycle Hall of Fame[13]

### In der Motorrad-Weltmeisterschaft
| Saison | Klasse | Motorrad | Rennen | Siege | Podien | Poles | Punkte | Ergebnis    |
| ------ | ------ | -------- | ------ | ----- | ------ | ----- | ------ | ----------- |
| 2003   | MotoGP | Honda    | 16     | –     | 2      | –     | 130    | 5.          |
| 2004   | MotoGP | Honda    | 15     | –     | 2      | –     | 117    | 8.          |
| 2005   | MotoGP | Honda    | 17     | 1     | 6      | 3     | 206    | 3.          |
| 2006   | MotoGP | Honda    | 17     | 2     | 10     | 1     | 252    | Weltmeister |
| 2007   | MotoGP | Honda    | 18     | –     | 3      | 1     | 127    | 8.          |
| 2008   | MotoGP | Honda    | 16     | –     | 2      | –     | 155    | 6.          |
| 2009   | MotoGP | Ducati   | 17     | –     | 1      | –     | 104    | 13.         |
| 2010   | MotoGP | Ducati   | 18     | –     | 1      | –     | 163    | 7.          |
| 2011   | MotoGP | Ducati   | 17     | –     | 1      | –     | 132    | 8.          |
| 2012   | MotoGP | Ducati   | 16     | –     | –      | –     | 122    | 9.          |
| 2013   | MotoGP | Ducati   | 18     | –     | –      | –     | 126    | 9.          |
| 2014   | MotoGP | Honda    | 13     | –     | –      | –     | 47     | 16.         |
| 2015   | MotoGP | Honda    | 18     | –     | –      | –     | 16     | 20.         |
| 2016   | MotoGP | Honda    | 2      | –     | –      | –     | 1      | 26.         |
| Gesamt | Gesamt | Gesamt   | 218    | 3     | 28     | 5     | 1698   | 1 WM-Titel  |

### In der Superbike-Weltmeisterschaft
| Saison | Team                                | Motorrad            | Rennen | Siege | Podien | Poles | Punkte | Ergebnis |
| ------ | ----------------------------------- | ------------------- | ------ | ----- | ------ | ----- | ------ | -------- |
| 2002   | American Honda                      | Honda VTR 1000      | 2      | –     | –      | –     | 16     | 26.      |
| 2016   | Honda World Superbike Team          | Honda CBR 1000RR SP | 26     | 1     | 4      | –     | 248    | 5.       |
| 2017   | Red Bull Honda World Superbike Team | Honda CBR 1000RR SP | 10     | –     | –      | –     | 40     | 17.      |
| Gesamt | Gesamt                              | Gesamt              | 38     | 1     | 4      | 0     | 304    |          |